# Tessa van Dijk
Tessa van Dijk (* 23. Februar 1986 in Aalsmeer) ist eine auf Mittel- und Langstrecken spezialisierte Eisschnelllauf-Allrounderin.
Tessa van Dijk debütierte im Dezember 2005 beim vorolympischen Weltcup in Turin. Auf Anhieb erzielte sie einen Achtungserfolg in der B-Gruppe, konnte sich aber noch nicht für einen olympischen Einsatz qualifizieren. Beim Nacholympischen Weltcup in Heerenveen sowie dem ersten Weltcup der Saison 2006/07 machte sie nochmals mit guten Platzierungen innerhalb der Punkteränge auf sich aufmerksam. Beim zweiten Weltcup der Saison erreichte sie erstmals eine Platzierung unter den ersten Zehn. Van Dijk ist zweifache niederländische Vizemeisterin und zweifache Team-Juniorenweltmeisterin (2004 und 2005). In der Saison 2006/2007 und 2007/2008 konnte van Dijk an ihre bisherigen Erfolge nicht anknüpfen.